# Langendorf (Zülpich)

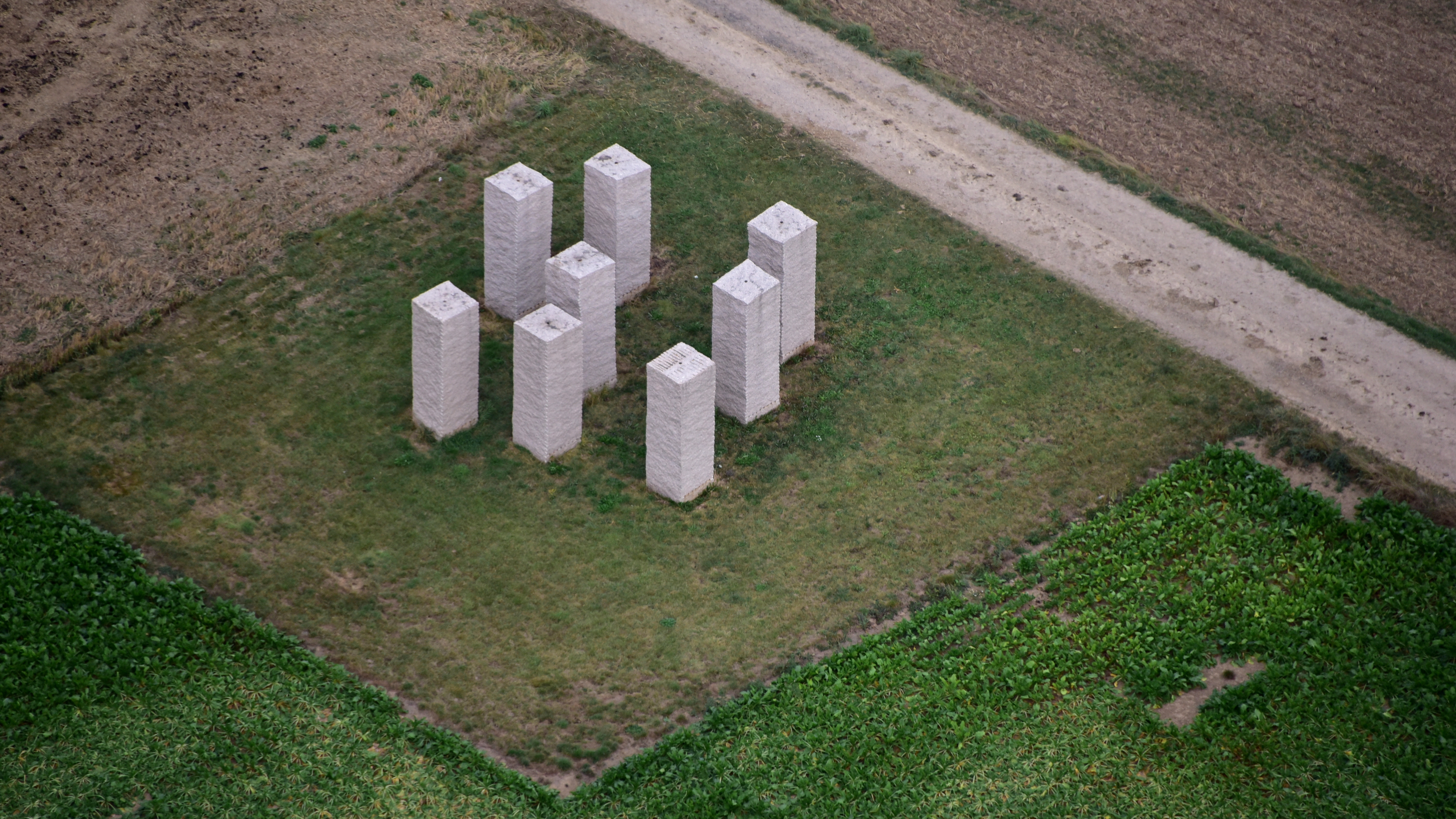
Denkmal von Ulrich Rückriem, Luftaufnahme (2016)

Langendorf ist ein Stadtteil von Zülpich im Kreis Euskirchen, Nordrhein-Westfalen. Ortsvorsteher ist Paul Trimborn (Stand Juli 2017).

## Lage
Langendorf liegt in der Zülpicher Börde. Nachbarorte sind Juntersdorf, Hoven, Merzenich und Eppenich. Mitten durch das Straßendorf führt die Bundesstraße 265.

## Geschichte
893 wird Langendorf erstmals als Besitz der Abtei Prüm erwähnt. Der Ortsname leitet sich von „zum langen Dorf“ ab, welche die örtliche Anlage eines Straßendorfes widerspiegelt. Im Prümer Urbar hieß der Ort Langendorpht.
Als selbstständige Gemeinde gehörte Langendorf in der französischen Besatzungszeit zum Kanton Zülpich, später zum Amt Sinzenich. Am 1. Juli 1969 wurde Langendorf nach Zülpich eingemeindet.

## Kirche
Eine Kapelle hat früher als Gutskapelle des Prümer Frohnhofes bestanden. Sie unterstand von 1124 bis 1800 der Siegburger Propstei Zülpich. Aus dieser Kapelle entstand die heutige Kirche. Sie steht unter dem Patrozinium des Hl. Cyriakus.

## Burg

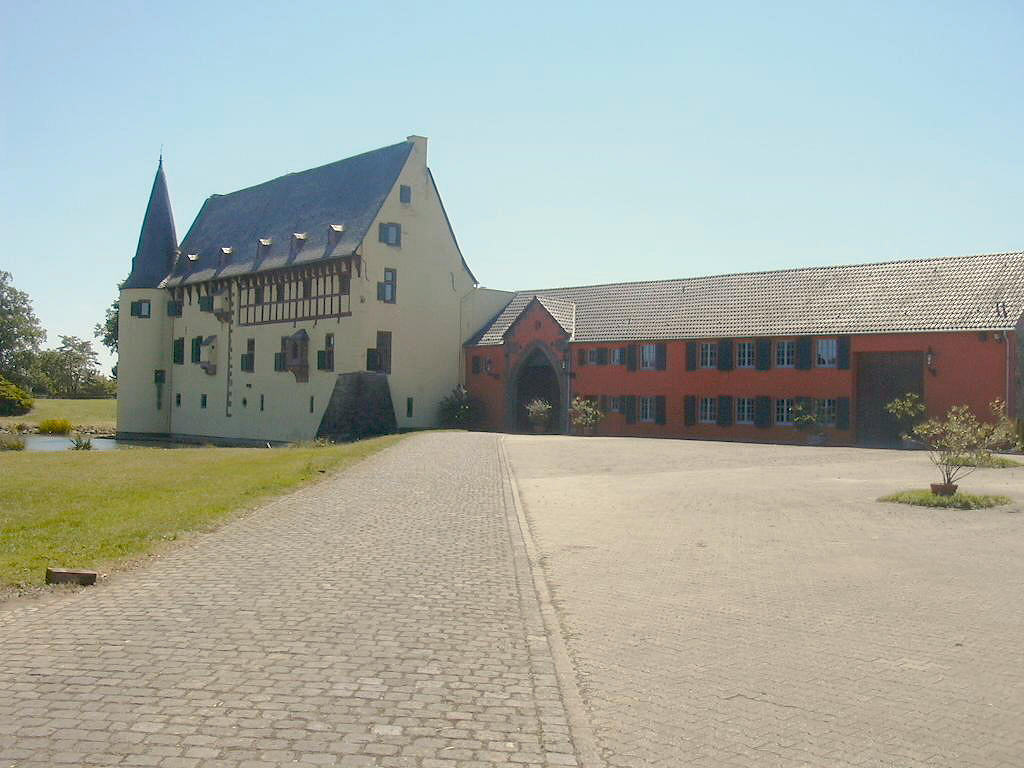
Burg Langendorf

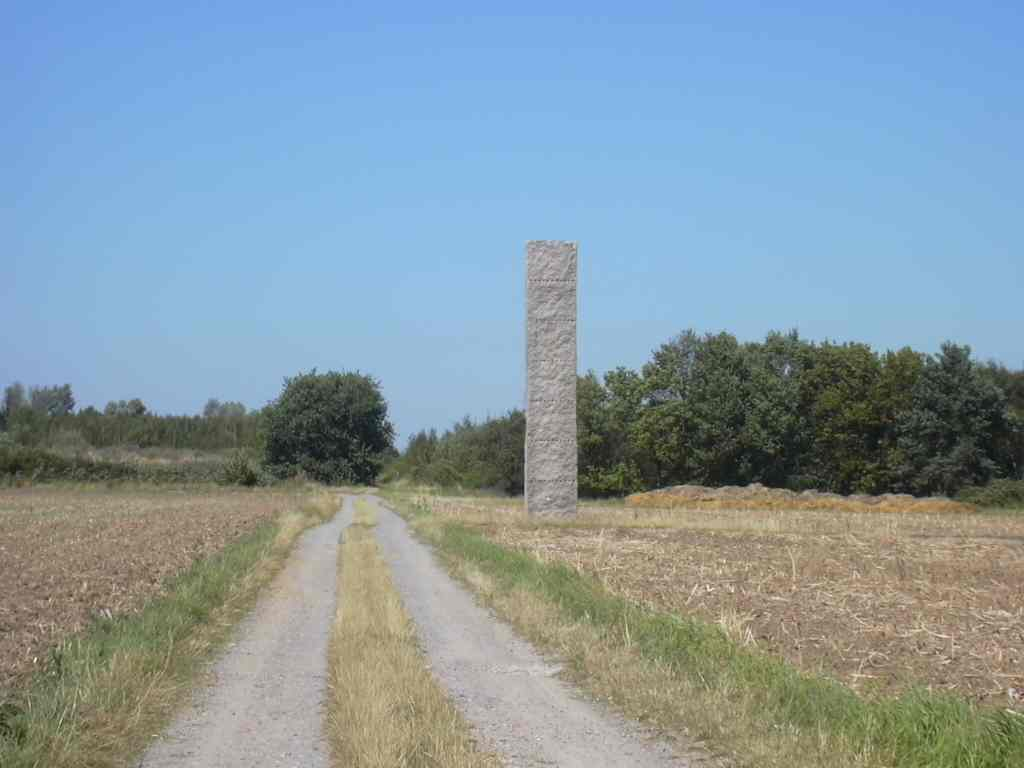
Chlodwig-Stele von Ulrich Rückriem

Die Grafen von Jülich waren seit dem 12. Jahrhundert diejenigen, die das Herrschaftsrecht in Langendorf ausübten. Sie bauten zur Ausübung dieses Rechtes am Ostrand des Ortes eine Wasserburg. Heute befindet sich die Burg Langendorf im Privatbesitz des Kunstmäzen und Unternehmers Manfred Vetter. Er ließ unweit der Burg in der Feldgemarkung in Richtung Wollersheim ein Denkmal von Ulrich Rückriem aufstellen. Es weist auf den möglichen Ort der Schlacht von Zülpich hin und trägt den Namen Chlodwig-Stele. Weitere Rückriem-Kunstwerke befinden sich im Burggelände sowie in Düren (Rückriem-Stelen).

## Schule
Eine Schule ist in Langendorf seit 1844 nachgewiesen. Das Schulgebäude wurde 1877 erbaut. 1967 wurde der Schulbetrieb eingestellt und das Haus wurde an Privatleute vermietet. Nachdem die Schule 1977 wieder frei wurde, wurde sie zum Dorfgemeinschaftshaus umgebaut.

## Sonstiges
Durch den Ort fahren Busse des Rurtalbus auf der AVV-Linie 233. Bis zum 31. Dezember 2019 wurde diese Linie vom BVR Busverkehr Rheinland bedient. Die VRS-Linie 892 der RVK verbindet den Ort als TaxiBusPlus nach Bedarf mit Zülpich und Bürvenich.
| Linie | Betreiber    | Verlauf |
| ----- | ------------ | --- |
| 233   | Rurtalbus    | Zülpich Bf – Zülpich Frankengraben – Hoven – Langendorf – Bürvenich – Eppenich – (Embken –) Wollersheim – Berg – Nideggen                             |
| 892   | RVK/Kreis EU | MiKE / AST-Verkehr: Mülheim – Wichterich – Niederelvenich – Oberelvenich – Rövenich – Zülpich Bf – Zülpich Frankengraben – Hoven – Floren – Merzenich |